# Иван Иванов (фудбалер)
Иван Каменов Иванов (буг. Иван Иванов; Златица, 25. фебруара 1988) је бивши бугарски фудбалер који је играо на позицији штопера.

## Каријера
Иванов је каријеру почео у Пирину, клубу у коме је играо и Димитар Бербатов, четири сезоне је провео играјући за ЦСКА из Софије, а једну годину је као позајмљен играч наступао за Локомотиву из Пловдива.
У дресу Аланије је на 24 утакмице постигао два гола. Године 2011. постао је појачање црно-белих на месту левог штопера. Уговор је потписан на 3 године.
За репрезентацију Бугарске је одиграо 35 утакмица и постигао 3 гола, а за младу У-21 селекцију 9 мечева и постигао један гол. У Партизану је носио дрес са бројем 15. Постигао је одлучујући гол за Партизан против норвешког Тромса у плеј-офу за УЕФА Лигу Европе.

## Трофеји

### ЦСКА Софија
- Куп Бугарске (1) : 2005/06.
- Суперкуп Бугарске (2) : 2006, 2008.

### Партизан
- Првенство Србије (2) : 2011/12, 2012/13.

### Базел
- Првенство Швајцарске (2) : 2013/14, 2014/15.